# Thoreau Tennis Open 2022
Il Thoreau Tennis Open 2022 è stato un torneo femminile di tennis giocato sul cemento. È stata la 3ª edizione del torneo, facente parte della categoria WTA 125 nell'ambito del WTA Challenger Tour 2022. Si è giocato al The Thoreau Club di Concord negli Stati Uniti d'America dall'8 al 14 agosto 2022.

## Partecipanti al singolare

### Teste di serie
| Nazionalità | Giocatrice        | Ranking* | Testa di serie |
| ----------- | ----------------- | -------- | -------------- |
| Danimarca   | Clara Tauson      | 49       | 1              |
| Stati Uniti | Bernarda Pera     | 58       | 2              |
|             | Varvara Gračëva   | 63       | 3              |
| Polonia     | Magdalena Fręch   | 82       | 4              |
| Svizzera    | Viktorija Golubic | 92       | 5              |
| Cina        | Wang Xiyu         | 95       | 6              |
| Belgio      | Greet Minnen      | 99       | 7              |
|             | Kamilla Rachimova | 107      | 8              |

* Ranking al 1º agosto 2022.

### Altre partecipanti
Le seguenti giocatrici hanno ricevuto una wild card per il tabellone principale:
- Ashlyn Krueger
- Lulu Sun
- Clara Tauson
- Taylor Townsend
- Coco Vandeweghe

La seguente giocatrice è entrata in tabellone con il ranking protetto:
- Varvara Flink

Le seguenti giocatrici sono passate dalle qualificazioni:
- Kayla Day
- Eva Lys
- Katrina Scott
- Kateryna Volodko

Le seguente giocatrice è entrate in tabellone come lucky loser:
- Moyuka Uchijima

### Ritiri
Prima del torneo
- Vitalija D'jačenko → sostituita da  Caty McNally
- Ekaterine Gorgodze → sostituita da  Varvara Flink
- Anna Kalinskaja → sostituita da  Renata Zarazúa
- Tamara Korpatsch → sostituita da  Mariam Bolkvadze
- Ann Li → sostituita da  Astra Sharma
- Darija Snihur → sostituita da  Wang Qiang
- Wang Xiyu → sostituita da  Moyuka Uchijima

## Partecipanti al doppio

### Teste di serie
| Nazione   | Giocatrice        | Nazione   | Giocatrice        | Rank1 | Seed |
| --------- | ----------------- | --------- | ----------------- | ----- | ---- |
| Georgia   | Natela Dzalamidze |           | Kamilla Rachimova | 132   | 1    |
|           | Amina Anšba       |           | Jana Sizikova     | 184   | 2    |
|           | Anna Blinkova     | Belgio    | Greet Minnen      | 184   | 3    |
| Australia | Astra Sharma      | Indonesia | Aldila Sutjiadi   | 190   | 4    |

* Ranking al 1º agosto 2022.

### Ritiri
Prima del torneo
- Sophie Chang /  Angela Kulikov → sostituite da  Lidzija Marozava /  Kateryna Volodko
- Anna Kalinskaja /  Caty McNally → sostituite da  Alycia Parks /  Renata Zarazúa
- Peangtarn Plipuech /  Jessy Rompies → sostituite da  Peangtarn Plipuech /  Moyuka Uchijima

## Campionesse

### Singolare
Coco Vandeweghe ha sconfitto in finale  Bernarda Pera con il punteggio di 6–3, 5–7, 6–4.

### Doppio
Varvara Flink /  Coco Vandeweghe hanno sconfitto in finale  Peangtarn Plipuech /  Moyuka Uchijima con il punteggio di 6–3, 7–6(3).